# Janas
Janas é uma localidade portuguesa situada na antiga Freguesia de São Martinho, Município de Sintra, distrito de Lisboa.
No início do século XX era descrita como uma aldeia de casas brancas largamente disseminadas, salpicada de poços cobertos com um barrete tronconino de pedra.

## Património
- Capela de São Mamede de Janas